# Boy Politiek
Ton (Boy) Politiek (Heerlen, 15 mei 1949) is een voormalig Nederlands voetballer die tijdens zijn profloopbaan voor SV Limburgia en FC VVV speelde, doorgaans als middenvelder.

## Loopbaan
Politiek maakte namens Limburgia op 20 oktober 1968 zijn profdebuut in een met 3-0 gewonnen uitwedstrijd bij PEC. De middenvelder werd later geselecteerd voor het Nederlands militair voetbalelftal en groeide uit tot een vaste waarde bij de tweededivisionist, die vanwege een grootscheepse sanering in 1971 uit het betaald voetbal verdween. Hij werd hierna overgenomen door provinciegenoot FC VVV, die al eens eerder belangstelling had getoond, maar de gevraagde transfersom van 40.000 gulden destijds te hoog vond. Na het verdwijnen van Limburgia uit het profvoetbal was de Venlose eerstedivisionist dankzij een buitengewone overschrijvingsregel slechts een vergoeding van 3.000 gulden verschuldigd, waarna Politiek op 17 oktober 1971 zijn debuut namens FC VVV kon maken als invaller voor Ves Jacobs tijdens een thuiswedstrijd tegen AZ '67 (0-0). In 1972 zette de Heerlenaar een punt achter zijn profloopbaan en keerde een jaar later alsnog terug bij de amateurs, waar hij nog jarenlang in het eerste elftal zou spelen bij achtereenvolgens Heerlen Sport en SV Heerlen.

## Profstatistieken
| Seizoen         | Club            | Competitie      | Competitie | Competitie | Beker | Beker | Overige | Overige | Totaal | Totaal |
| Seizoen         | Club            | Competitie      | Wed.       | Dlp.       | Wed.  | Dlp.  | Wed.    | Dlp.    | Wed.   | Dlp.   |
| --------------- | --------------- | --------------- | ---------- | ---------- | ----- | ----- | ------- | ------- | ------ | ------ |
| 1968/69         | Limburgia       | Tweede divisie  | 20         | 1          | 1     | 0     | —       | —       | 21     | 1      |
| 1969/70         | Limburgia       | Tweede divisie  | 20         | 0          | 0     | 0     | —       | —       | 20     | 0      |
| 1970/71         | Limburgia       | Tweede divisie  | 21         | 0          | 1     | 0     | —       | —       | 22     | 0      |
| 1971/72         | FC VVV          | Eerste divisie  | 12         | 0          | 0     | 0     | —       | —       | 12     | 0      |
| Carrière totaal | Carrière totaal | Carrière totaal | 73         | 1          | 2     | 0     | 0       | 0       | 75     | 1      |